# 马尔科沃共和国
马尔科沃共和国（俄语：Марковская республика）是1905年俄国革命期间在俄罗斯帝国莫斯科省沃洛科拉姆斯克區马尔科夫斯卡亚乡建立的农民自治政府。存在时间为1905年10月31日—1906年6月18日。马尔科沃共和国成立时，决定不再服从沙皇当局，宣布停止纳税和征兵，农民彼得·阿列克谢耶维奇·布尔辛任总统，政府成员还包括乡长雷佐夫、教师尼科尔斯基以及农民Z·I·索科洛夫、G·Z·索科洛夫、特鲁别茨科伊。作家、托尔斯泰派分子谢尔盖·谢苗诺夫，他来自马尔科夫斯卡亚乡附近的安德烈耶夫斯科伊村。马尔可夫共和国成立1个月后，又提出推翻专制、召开制宪会议的要求。1905年莫斯科起义失败后，马尔科夫斯卡亚乡恢复旧秩序。部分当地知识分子被捕。